# Beaufort, Isère
Beaufort är en kommun i departementet Isère i regionen Auvergne-Rhône-Alpes i sydöstra Frankrike. Kommunen ligger i kantonen Roybon som tillhör arrondissementet Grenoble. År 2022 hade Beaufort 576 invånare.

## Befolkningsutveckling
Antalet invånare i kommunen Beaufort
Referens:INSEE